# آنا (فلم 2019)
آنا (بالفرنسية: ANNA) هو فيلم إثارة وحركة فرنسي باللغة الإنجليزية إنتاج عام 2019 كتبه وأخرجه لوك بيسون بطولة ساشا لوس و لوك إيفانز وكيليان مورفي وهيلين ميرين وألكسندر بتروف.
تم عرض الفيلم في الولايات المتحدة في 21 يونيو 2019، وفي 10 يوليو 2019 تم عرضه في فرنسا. حقق 28 مليون دولار في جميع أنحاء العالم.

## القصة
- آنا ، وهي امرأة جميلة كانت ضحية للإساءة المنزلية، لا ترى أي جدوى من مواصلة حياتها. في نقطة تحول في حياتها، قدم عرض من ضابط KGB . بعد عام من التدريب، ستعمل كقاتلة في جهاز المخابرات السوفيتية لمدة خمس سنوات وبعد ذلك ستكون حرة في مواصلة حياتها كما تشاء. رئيس KGB ليس على استعداد للوفاء بهذا الاتفاق ، مما يعني أن السبيل الوحيد للخروج من KGB هو الموت!.
- تتخفى كعارضة أزياء في باريس كي تقوم بالمهام الموكللى لها من عمليات الاغتيال وتقصي المعلومات لصالح الاستخبارات السوفيتية، عندما اكتشفتها وكالة الاستخبارات الأمريكية CIA ،وافقت على العمل لصالحهم كعميل مزدوج، وفي مقابل وعدوها بتقاعد مبكر وحياة محمية في هاواي. بعد انهاء مهمتها الاخيرة وهي اغتيال رئيس KGB فاسيليف ،

## الممثلون والشخصيات
- ساشا لوس في دور آنا بولياتوفا
- هيلين ميرين  كأولغا
- لوك إيفانز  دور ألكسندر «أليكس» تشينكوف
- سيليان ميرفي  دور ليونارد ميلر
- ليرا أبوفا في دور مود
- الكسندر بيتروف بدور بيتر
- نيكيتا بافلينكو في دور فلاد
- آنا كريبا في دور نيكا
- أليكسي ماسلودوف في دور جيمي
- إريك جودون  دور فاسيليف
- إيفان فرانك كموسان
- جان بابتيست بوتش بدور سامي
- أليسون ويلر في دور دوروثي

## روابط خارجية
- مقالات تستعمل روابط فنية بلا صلة مع ويكي بيانات